# Trichophorum schansiense
Trichophorum schansiense là loài thực vật có hoa trong họ Cói. Loài này được Hand.-Mazz. miêu tả khoa học đầu tiên năm 1936.